# El Pichi (Tabasco)
El Pichi es un ejido del municipio de Balancán ubicado en la subregión de los Ríos del estado mexicano de Tabasco.

## Geografía
La localidad se ubica a 56.5 kilómetros (en dirección este) de la localidad de Balancán de Domínguez, la cabecera y lugar más poblado del municipio. Se sitúa en las coordenadas geográficas 17°55′05″N 91°01′00″O / 17.918056, -91.016667, a una elevación de 50 metros sobre el nivel del mar.

## Demografía
Según el Conteo de Población y Vivienda 2020, efectuado por el Instituto Nacional de Estadística y Geografía, la localidad de El Pichi tiene 735 habitantes, de los cuales 394 son del sexo masculino y 341 del sexo femenino. Su tasa de fecundidad es de 2.99 hijos por mujer y tiene 207 viviendas particulares habitadas.
| Gráfica de evolución demográfica de El Pichi entre 1980 y 2020 |
|                                                                |
| INEGI.                                                         |